# Obretenik
Obretenik (bulgariska: Обретеник) är ett distrikt i Bulgarien.   Det ligger i kommunen Obsjtina Borovo och regionen Ruse, i den norra delen av landet, 220 km öster om huvudstaden Sofia.
Trakten runt Obretenik består till största delen av jordbruksmark. Runt Obretenik är det ganska glesbefolkat, med 31 invånare per kvadratkilometer.